# Liste des champions de France de natation messieurs bassin de 25 m
Remarque : à titre de comparaison nous avons fait apparaître les sept championnats de France du XXe siècle qui se sont déroulés en bassin de 25 mètres sans avoir toutefois le label officiel "championnats de France en bassin de 25 mètres" qui n'est apparu qu'en 2005.
Les résultats les plus récents sont consultables sur le site de la FFN à la rubrique résultats. Les autres sont trouvables dans les annales de la FFN.

## Nage libre

### 50 mètres
| Championnat     | Lieu                             | Champion           | Naissance | Âge | Club                            | Temps      |
| 1963 hiver      | Marseille Piscine Vallier (25 m) | Alain Gottvallès   | 1942      | 21  | Racing Club de France           | 25 s 2     |
| 1964 hiver      | Marseille Piscine Vallier (25 m) | Alain Gottvallès   | 1942      | 22  | Racing Club de France           | 25 s 2     |
| 1965 hiver      | Marseille Piscine Vallier (25 m) | Raymond Césaire    |           |     | CN Brunoy                       | 25 s 6     |
|                 |                                  |                    |           |     |                                 |            |
| 2005 (janvier)  | Dunkerque                        | Alain Bernard      | 1983      | 22  | Cercle des nageurs de Marseille | 21 s 59    |
| 2005 (décembre) | Chalon-sur-Saône                 | Frédérick Bousquet | 1981      | 24  | Cercle des nageurs de Marseille | 21 s 47    |
| 2006            | Istres                           | Alain Bernard      | 1983      | 23  | Cercle des nageurs d'Antibes    | 21 s 64    |
| 2007            | Nîmes                            | Alain Bernard      | 1983      | 24  | Cercle des nageurs d'Antibes    | 21 s 24    |
| 2008            | Angers                           | Frédérick Bousquet | 1981      | 27  | Cercle des nageurs de Marseille | 20 s 86 RF |
| 2009            | Chartres                         | Amaury Leveaux     | 1985      | 24  | Lagardère Paris Racing          | 21 s 55    |

### 100 mètres
| Championnat     | Lieu                                  | Champion           | Naissance | Âge | Club                            | Temp        |
| 1932            | Marseille Chevalier Roze Sport (25 m) | Jean Taris         | 1909      | 23  | individuel                      | 1 min 0 s 6 |
| 1966 hiver      | Le Mans (25 m)                        | Bernard Gruener    |           |     | Girondins de Bordeaux           | 54 s 5      |
| 1967 hiver      | Caen (25 m)                           | Michel Rousseau    | 1949      | 18  | ASPTT Paris                     | 54 s 0      |
| 1972 hiver      | Rouen (25 m)                          | Michel Rousseau    | 1949      | 23  | ASPTT Paris                     | 51 s 7      |
|                 |                                       |                    |           |     |                                 |             |
| 2005 (janvier)  | Dunkerque                             | Romain Barnier     | 1976      | 29  | Cercle des nageurs d'Antibes    | 48 s 35     |
| 2005 (décembre) | Chalon-sur-Saône                      | Frédérick Bousquet | 1981      | 24  | Cercle des nageurs de Marseille | 48 s 11     |
| 2006            | Istres                                | Fabien Gilot       | 1984      | 22  | Cercle des nageurs de Marseille | 47 s 66     |
| 2007            | Nîmes                                 | Alain Bernard      | 1983      | 24  | Cercle des nageurs d'Antibes    | 46 s 44 RF  |
| 2008            | Angers                                | Alain Bernard      | 1983      | 25  | Cercle des nageurs d'Antibes    | 45 s 69 RM  |
| 2009            | Chartres                              | Amaury Leveaux     | 1985      | 24  | Lagardère Paris Racing          | 47 s 82     |

### 200 mètres
| Championnat     | Lieu                                  | Champion           | Naissance | Âge | Club                            | Temps            |
| 1932            | Marseille Chevalier Roze Sport (25 m) | Jean Taris         | 1909      | 23  | individuel                      | 2 min 15 s 8     |
| 1963 hiver      | Marseille Piscine Vallier (25 m)      | Gérard Gropaiz     |           |     | RCF                             | 2 min 5 s 4      |
| 1964 hiver      | Marseille Piscine Vallier (25 m)      | Francis Luyce      |           |     | Dunkerque Natation              | 2 min 3 s 9      |
| 1965 hiver      | Marseille Piscine Vallier (25 m)      | Jean Pommat        |           |     | Stade français                  | 2 min 3 s 5      |
| 1966 hiver      | Le Mans (25 m)                        | Francis Luyce      |           |     | Dunkerque Natation              | 1 min 59 s 5     |
| 1967 hiver      | Caen (25 m)                           | Alain Mosconi      |           |     | CN Marseille                    | 1 min 56 s 0     |
| 1972 hiver      | Rouen (25 m)                          | Michel Rousseau    | 1949      | 23  | ASPTT Paris                     | 1 min 54 s 0     |
|                 |                                       |                    |           |     |                                 |                  |
| 2005 (janvier)  | Dunkerque                             | Matthieu Madelaine | 1983      | 22  | Cercle des nageurs d'Antibes    | 1 min 46 s 33    |
| 2005 (décembre) | Chalon-sur-Saône                      | Amaury Leveaux     | 1985      | 20  | Mulhouse Olympic Natation       | 1 min 45 s 87    |
| 2006            | Istres                                | Fabien Gilot       | 1984      | 22  | Cercle des nageurs de Marseille | 1 min 43 s 86 RF |
| 2007            | Nîmes                                 | Amaury Leveaux     | 1985      | 22  | Mulhouse Olympic Natation       | 1 min 44 s 68    |
| 2008            | Angers                                | Alain Bernard      | 1983      | 25  | Cercle des nageurs d'Antibes    | 1 min 43 s 40 RF |
| 2009            | Chartres                              | Yannick Agnel      |           |     | Olympic Nice Natation           | 1 min 44 s 06    |

### 400 mètres
| Championnat     | Lieu                                  | Champion           | Naissance | Âge | Club                         | Temps         |
| 1932            | Marseille Chevalier Roze Sport (25 m) | Jean Taris         | 1909      | 23  | individuel                   | 4 min 50 s 8  |
| 1972 hiver      | Rouen (25 m)                          | Patrick Moreau     |           |     | Antony Sport                 | 4 min 13 s 4  |
|                 |                                       |                    |           |     |                              |               |
| 2005 (janvier)  | Dunkerque                             | Matthieu Madelaine | 1983      | 22  | Cercle des nageurs d'Antibes | 3 min 50 s 71 |
| 2005 (décembre) | Chalon-sur-Saône                      | Amaury Leveaux     | 1985      | 20  | Mulhouse Olympic Natation    | 3 min 46 s 39 |
| 2006            | Istres                                | Nicolas Rostoucher | 1981      | 25  | Mulhouse Olympic Natation    | 3 min 45 s 82 |
| 2007            | Nîmes                                 | Nicolas Rostoucher | 1981      | 26  | CS Clichy 92                 | 3 min 44 s 50 |
| 2008            | Angers                                | Clément Lefert     | 1987      | 21  | Olympic Nice Natation        | 3 min 43 s 59 |
| 2009            | Chartres                              | Yannick Agnel      |           |     | Olympic Nice Natation        | 3 min 43 s 55 |

### 1500 mètres
| Championnat     | Lieu                             | Champion             | Naissance | Âge | Club                            | Temps          |
| 1963 hiver      | Marseille Piscine Vallier (25 m) | Marcel Louvet        |           |     | Stade français                  | 18 min 21 s 9  |
| 1964 hiver      | Marseille Piscine Vallier (25 m) | Marcel Louvet        |           |     | Stade français                  | 17 min 57 s 8  |
| 1965 hiver      | Marseille Piscine Vallier (25 m) | Francis Luyce        |           |     | Dunkerque Natation              | 18 min 3 s 4   |
| 1966 hiver      | Le Mans (25 m)                   | Alain Mosconi        | 1949      | 17  | Cercle des nageurs de Marseille | 17 min 16 s 3  |
| 1967 hiver      | Caen (25 m)                      | Alain Mosconi        | 1949      | 18  | Cercle des nageurs de Marseille | 16 min 48 s 8  |
| 1972 hiver      | Rouen (25 m)                     | Patrice Ravelinghien |           |     | Stade français                  | 16 min 47 s 8  |
|                 |                                  |                      |           |     |                                 |                |
| 2005 (janvier)  | Dunkerque                        | Xavier Leprêtre      | 1988      | 17  | Dunkerque Natation              | 15 min 21 s 17 |
| 2005 (décembre) | Chalon-sur-Saône                 | Nicolas Rostoucher   | 1981      | 24  | Mulhouse ON                     | 14 min 58 s 50 |
| 2006            | Istres                           | Nicolas Rostoucher   | 1981      | 25  | Mulhouse ON                     | 14 min 51 s 52 |
| 2007            | Nîmes                            | Nicolas Rostoucher   | 1981      | 26  | CS Clichy 92                    | 14 min 44 s 83 |
| 2008            | Angers                           | Xavier Leprêtre      | 1988      | 20  | Canet 66 Natation               | 14 min 50 s 40 |
| 2009            | Chartres                         | Sébastien Rouault    |           |     | Mulhouse ON                     | 14 min 40 s 35 |

## Dos

### 50 mètres
| Championnat     | Lieu             | Champion           | Naissance | Âge | Club                                      | Temps      |
| 2005 (janvier)  | Dunkerque        | Sébastien Bodet    | 1985      | 20  | Club des Vikings de Rouen                 | 26 s 09    |
| 2005 (décembre) | Chalon-sur-Saône | Camille Lacourt    | 1985      | 20  | Cercle des Nageurs de Dont-Romeu-Cerdagne | 25 s 52    |
| 2006            | Istres           | Mathieu Lacome     | 1984      | 22  | Olympic Nice Natation                     | 25 s 13    |
| 2007            | Nîmes            | Benjamin Stasiulis | 1986      | 21  | Mulhouse Olympic Natation                 | 24 s 33 RF |
| 2008            | Angers           | Camille Lacourt    | 1985      | 23  | Cercle des nageurs de Marseille           | 23 s 60    |
| 2009            | Chartres         | Benjamin Stasiulis | 1986      | 23  | Lagardère Paris Racing                    | 23 s 77    |

### 100 mètres
| Championnat     | Lieu                             | Champion           | Naissance | Âge | Club                                      | Temps       |
| 1963 hiver      | Marseille Piscine Vallier (25 m) | Robert Christophe  |           |     | Cercle des nageurs de Marseille           | 1 min 2 s 2 |
| 1964 hiver      | Marseille Piscine Vallier (25 m) | Robert Christophe  |           |     | Cercle des nageurs de Marseille           | 1 min 3 s 4 |
| 1965 hiver      | Marseille Piscine Vallier (25 m) | Gilles Moreau      |           |     | CN Brunoy                                 | 1 min 3 s 8 |
| 1972 hiver      | Rouen (25 m)                     | Jean-Paul Berjeau  |           |     | Racing Club de France                     | 1 min 1 s 4 |
|                 |                                  |                    |           |     |                                           |             |
| 2005 (janvier)  | Dunkerque                        | Christophe Soulier | 1984      | 21  | Montpellier ANUC                          | 56 s 16     |
| 2005 (décembre) | Chalon-sur-Saône                 | Camille Lacourt    | 1985      | 20  | Cercle des nageurs de Font-Romeu-Cerdagne | 54 s 54     |
| 2006            | Istres                           | Pierre Roger       | 1983      | 23  | Cercle des nageurs de Melun Val de Seine  | 53 s 27     |
| 2007            | Nîmes                            | Benjamin Stasiulis | 1986      | 21  | Mulhouse Olympic Natation                 | 52 s 22 RF  |
| 2008            | Angers                           | Camille Lacourt    | 1985      | 23  | Cercle des nageurs de Marseille           | 50 s 94 RF  |
| 2009            | Chartres                         | Camille Lacourt    | 1985      | 24  | Cercle des nageurs de Marseille           | 50 s 86     |

### 200 mètres
| Championnat     | Lieu             | Champion           | Naissance | Âge | Club                          | Temps            |
| 1966 hiver      | Le Mans (25 m)   | Gilles Moreau      |           |     | CN Brunoy                     | 2 min 17 s 0     |
| 1967 hiver      | Caen (25 m)      | Bernard Vicente    |           |     | Enfants de Neptune de Castres | 2 min 15 s 4     |
| 1972 hiver      | Rouen (25 m)     | Jean-Paul Berjeau  |           |     | Racing Club de France         | 2 min 10 s 6 RF  |
|                 |                  |                    |           |     |                               |                  |
| 2005 (janvier)  | Dunkerque        | Joanes Hedel       | 1980      | 25  | Dunkerque natation            | 2 min 1 s 46     |
| 2005 (décembre) | Chalon-sur-Saône | Benjamin Stasiulis | 1986      | 19  | Mulhouse olympic natation     | 1 min 57 s 57    |
| 2006            | Istres           | Benjamin Stasiulis | 1986      | 20  | Mulhouse olympic natation     | 1 min 54 s 48    |
| 2007            | Nîmes            | Benjamin Stasiulis | 1986      | 21  | Mulhouse Olympic Natation     | 1 min 52 s 11 RF |
| 2008            | Angers           | Pierre Roger       | 1983      | 25  | Lagardère Paris Racing        | 1 min 52 s 83    |
| 2009            | Chartres         | Benjamin Stasiulis | 1986      | 23  | Lagardère Paris Racing        | 1 min 51 s 66    |

## Brasse

### 50 mètres
| Championnat     | Lieu             | Champion                                      | Naissance | Âge   | Club                                                  | Temps              |
| 2005 (janvier)  | Dunkerque        | Hugues Duboscq                                | 1981      | 24    | Club Nautique Havrais                                 | 30 s 48            |
| 2005 (décembre) | Chalon-sur-Saône | [[]]                                          | 2002      | 16    | 27 s 76                                               |                    |
| 2006            | Istres           | James Gibson (open) Marc Lafosse              | 1980 1981 | 26 25 | Cercle des nageurs de Marseille Girondins de Bordeaux | 27 s 73 27 s 92    |
| 2007            | Nîmes            | James Gibson (open) Hugues Duboscq            | 1980 1981 | 27 26 | Cercle des nageurs de Marseille Club Nautique Havrais | 27 s 53 27 s 72    |
| 2008            | Angers           | James Gibson (open) Hugues Duboscq            | 1980 1981 | 28 27 | Cercle des nageurs de Marseille Club Nautique Havrais | 27 s 04 27 s 09 RF |
| 2009            | Chartres         | Henrique Barbosa (open) Giacomo Perez-Dortona |           |       | Lagardère Paris Racing CN Marseille                   | 27 s 47 27 s 47    |

### 100 mètres
| Championnat     | Lieu                             | Champion              | Naissance | Âge | Club                  | Temps        |
| 1963 hiver      | Marseille Piscine Vallier (25 m) | George Kiehl          |           |     | CN Mulhouse           | 1 min 11 s 9 |
| 1964 hiver      | Marseille Piscine Vallier (25 m) | George Kiehl          |           |     | CN Mulhouse           | 1 min 12 s 3 |
| 1965 hiver      | Marseille Piscine Vallier (25 m) | George Kiehl          |           |     | CN Mulhouse           | 1 min 10 s 9 |
| 1972 hiver      | Rouen (25 m)                     | Roger-Philippe Menu   |           |     | Amiens AC             | 1 min 7 s 0  |
|                 |                                  |                       |           |     |                       |              |
| 2005 (janvier)  | Dunkerque                        | Hugues Duboscq        | 1981      | 24  | Club Nautique Havrais | 59 s 30 RF   |
| 2005 (décembre) | Chalon-sur-Saône                 | Hugues Duboscq        | 1981      | 24  | Club Nautique Havrais | 59 s 49      |
| 2006            | Istres                           | Hugues Duboscq        | 1981      | 25  | Club Nautique Havrais | 59 s 35      |
| 2007            | Nîmes                            | Hugues Duboscq        | 1981      | 26  | Club Nautique Havrais | 59 s 54      |
| 2008            | Angers                           | Hugues Duboscq        | 1981      | 27  | Club Nautique Havrais | 58 s 14 RF   |
| 2009            | Chartres                         | Giacomo Perez-Dortona |           |     | CN Marseille          | 59 s 26      |

### 200 mètres
| Championnat     | Lieu             | Champion              | Naissance | Âge | Club                  | Temps'          |
| 1966 hiver      | Le Mans (25 m)   | Georges Kiehl         |           |     | CN Mulhouse           | 2 min 33 s 5    |
| 1967 hiver      | Caen (25 m)      | Georges Kiehl         |           |     | CN Mulhouse           | 2 min 31 s 5    |
| 1972 hiver      | Rouen (25 m)     | Roger-Philippe Menu   |           |     | Amiens AC             | 2 min 30 s 4    |
|                 |                  |                       |           |     |                       |                 |
| 2005 (janvier   | Dunkerque        | Hugues Duboscq        | 1981      | 24  | Club Nautique Havrais | 2 min 10 s 14   |
| 2005 (décembre) | Chalon-sur-Saône | Hugues Duboscq        | 1981      | 24  | Club Nautique Havrais | 2 min 10 s 36   |
| 2006            | Istres           | Hugues Duboscq        | 1981      | 25  | Club Nautique Havrais | 2 min 9 s 63    |
| 2007            | Nîmes            | Hugues Duboscq        | 1981      | 26  | Club Nautique Havrais | 2 min 8 s 70    |
| 2008            | Angers           | Hugues Duboscq        | 1981      | 27  | Club Nautique Havrais | 2 min 6 s 00 RF |
| 2009            | Chartres         | Giacomo Perez-Dortona |           |     | CN Marseille          | 2 min 8 s 99    |

## Papillon

### 50 mètres
| Championnat     | Lieu             | Champion           | Naissance | Âge | Club                              | Temps      |
| 2005 (janvier)  | Dunkerque        | Romain Barnier     | 1976      | 29  | Cercle des nageurs d'Antibes      | 23 s 75    |
| 2005 (décembre) | Chalon-sur-Saône | Frédérick Bousquet | 1981      | 24  | Cercle des nageurs de Marseille   | 23 s 45    |
| 2006            | Istres           | Antoine Galavtine  | 1985      | 21  | Stade Français Olympic Courbevoie | 23 s 79    |
| 2007            | Nîmes            | Antoine Galavtine  | 1985      | 22  | Stade Français Olympic Courbevoie | 23 s 43 RF |
| 2008            | Angers           | Amaury Leveaux     | 1985      | 23  | Mulhouse Olympic Natation         | 22 s 29 RM |
| 2009            | Chartres         | Frédérick Bousquet | 1981      | 28  | Cercle des nageurs de Marseille   | 22 s 65    |

### 100 mètres
| Championnat     | Lieu                             | Champion                       | Naissance | Âge   | Club                                 | Temps           |
| 1963 hiver      | Marseille Piscine Vallier (25 m) | Yves Mack                      |           |       | FC Mulhouse                          | 1 min 1 s 8     |
| 1964 hiver      | Marseille Piscine Vallier (25 m) | Jean Pommat                    |           |       | Stade français                       | 1 min 1 s 7     |
| 1965 hiver      | Marseille Piscine Vallier (25 m) | Jean Pommat                    |           |       | Stade français                       | 1 min 0 s 8     |
| 1972 hiver      | Rouen (25 m)                     | Alain Mosconi                  |           |       | Cercle des nageurs de Marseille      | 59 s 1          |
|                 |                                  |                                |           |       |                                      |                 |
| 2005 (janvier)  | Dunkerque                        | Romain Barnier                 | 1976      | 29    | Cercle des nageurs d'Antibes         | 51 s 86         |
| 2005 (décembre) | Chalon-sur-Saône                 | Frédérick Bousquet             | 1981      | 24    | Cercle des nageurs de Marseille      | 52 s 31         |
| 2006            | Istres                           | Amaury Leveaux                 | 1985      | 21    | Mulhouse Olympic Natation            | 52 s 40         |
| 2007            | Nîmes                            | Amaury Leveaux                 | 1985      | 22    | Mulhouse Olympic Natation            | 52 s 19         |
| 2008            | Angers                           | Raphael Munoz Christophe Lebon | 1988 1982 | 20 26 | Espagne Cercle des nageurs d'Antibes | 50 s 63 51 s 48 |
| 2009            | Chartres                         | Frédérick Bousquet             | 1981      | 28    | Cercle des nageurs de Marseille      | 51 s 76         |

### 200 mètres
| Championnat     | Lieu             | Champion             | Naissance | Âge | Club                            | Temps         |
| 1966 hiver      | Le Mans (25 m)   | Jean Pommat          |           |     | Stade français                  | 2 min 16 s 8  |
| 1967 hiver      | Caen (25 m)      | Alain Mosconi        |           |     | Cercle des nageurs de Marseille | 2 min 15 s 5  |
| 1972 hiver      | Rouen (25 m)     | Patrice Ravelinghien |           |     | Stade français                  | 2 min 14 s 1  |
|                 |                  |                      |           |     |                                 |               |
| 2005 (janvier)  | Dunkerque        | Franck Esposito      | 1971      | 34  | Cercle des nageurs d'Antibes    | 1 min 53 s 40 |
| 2005 (décembre) | Chalon-sur-Saône | Christophe Lebon     | 1982      | 24  | Cercle des nageurs d'Antibes    | 1 min 57 s 02 |
| 2006            | Istres           | Christophe Lebon     | 1982      | 25  | Cercle des nageurs d'Antibes    | 1 min 56 s 58 |
| 2007            | Nîmes            | Pierre Roger         | 1983      | 24  | Lagardère Paris Racing          | 1 min 55 s 06 |
| 2008            | Angers           | Christophe Lebon     | 1982      | 26  | Cercle des nageurs d'Antibes    | 1 min 52 s 36 |
| 2009            | Chartres         | Pierre Roger         | 1983      | 26  | Lagardère Paris Racing          | 1 min 56 s 60 |

## 4 nages

### 100 mètres
| Championnat | Lieu     | Champion           | Naissance | Âge | Club                              | Temps      |
| 2006        | Istres   | Christophe Soulier | 1984      | 22  | Montpellier ANUC                  | 55 s 61    |
| 2007        | Nîmes    | Antoine Galavtine  | 1985      | 22  | Stade Français Olympic Courbevoie | 53 s 07    |
| 2008        | Angers   | Antoine Galavtine  | 1985      | 23  | Lagardère Paris Racing            | 52 s 72 RF |
| 2009        | Chartres | Florent Manaudou   |           |     | Ambérieu Natation                 | 54 s 52    |

### 200 mètres
| Championnats | Lieux            | Championnes        | Naissances | Ages | Clubs                           | Temps         |
| 1963 hiver   | Marseille (25 m) | Robert Christophe  |            |      | Cercle des nageurs de Marseille | 02:25.        |
| 1964 hiver   | Marseille (25 m) | Alain Mosconi      | 1949       | 15   | Cercle des nageurs de Marseille | 02:24.6       |
| 1965 hiver   | Marseille (25 m) | Gilles Moreau      |            |      | CN Brunoy                       | 02:23.2       |
| 1972 hiver   | Rouen (25 m)     | Michel Rousseau    | 1949       | 23   | ASPTT Paris                     | 02:14.6       |
| 2005         | Dunkerque        | Raouf Benabid      | 1985       | 20   | Cercle des nageurs de Marseille | 2 min 01 s 60 |
| 2005         | Chalon-sur-Saône | Nicolas Rostoucher | 1981       | 24   | Mulhouse Olympic Natation       | 1 min 59 s 94 |
| 2006         | Istres           | Christophe Soulier | 1984       | 22   | Montpellier ANUC                | 2 min 00 s 44 |
| 2007         | Nîmes            | Fabien Horth       | 1985       | 22   | Aquatic Club Pontault-Roissy    | 1 min 59 s 04 |
| 2008         | Angers           | Christophe Soulier | 1984       | 24   | Montpellier ANUC                | 1 min 59 s 93 |

### 400 mètres
| Championnats | Lieux            | Championnes                        | Naissances | Ages           | Clubs                           | Temps                       |
| 1966 hiver   | Le Mans (25 m)   |                                    |            | Stade français | 05:09.3                         |                             |
| 1967 hiver   | Caen (25 m)      | Alain Mosconi                      | 1949       | 18             | Cercle des nageurs de Marseille | 04:56.5                     |
| 1972 hiver   | Rouen (25 m)     | Patrick Moreau                     |            |                | Antony Sport                    | 04:51.2                     |
| .....        |                  |                                    |            |                |                                 |                             |
| .....        |                  |                                    |            |                |                                 |                             |
| 2005         | Dunkerque        | Olivier Saminadin                  | 1977       | 28             | Canet 66 Natation               | 4 min 18 s 50               |
| 2005         | Chalon-sur-Saône | Nicolas Rostoucher                 | 1981       | 24             | Mulhouse Olympic Natation       | 4 min 14 s 01               |
| 2006         | Istres           | Nicolas Rostoucher                 | 1981       | 25             | Mulhouse Olympic Natation       | 4 min 11 s 53               |
| 2007         | Nîmes            | Nicolas Rostoucher                 | 1981       | 26             | CS Clichy 92                    | 4 min 09 s 94               |
| 2008         | Angers           | Robert Margalis Nicolas Rostoucher | 1982 1981  | 26 27          | États-Unis CS Clichy 92         | 4 min 10 s 86 4 min 11 s 78 |